# 市东街道 (毕节市)
市东街道，是中华人民共和国贵州省毕节市七星关区下辖的一个街道办事处。
2013年7月，毕节市人民政府批复七星关区部分行政区划调整，新设置的市东街道辖原市东街道水西田社区、双井社区、清毕社区、文峰社区。

## 行政区划
市东街道下辖以下地区：
文峰社区、清毕社区、双井社区和水西田社区。